# الکساندر باپتیستا
الکساندر باپتیستا (پرتغالی: Alexandre Baptista؛ ۱۷ فوریهٔ ۱۹۴۱ - ۳ مارس ۲۰۲۴) بازیکن فوتبال اهل پرتغال بود.
از باشگاه‌هایی که در آن بازی کرده‌است می‌توان به باشگاه فوتبال اسپورتینگ اشاره کرد.
وی همچنین در تیم ملی فوتبال پرتغال بازی کرده‌است.